# Elena Lilik
Elena Lilik, nata Apel (Weimar, 14 settembre 1998), è una canoista tedesca, specializzata nello slalom.

## Biografia
Lilik vince la prima medaglia internazionale a livello senior ai campionati europei 2018 di Praga aggiudicandosi il bronzo nel C1 a cui seguono, nella successiva edizione di Pau, gli argenti nel K1 a squadre insieme a Andrea Herzog e Jasmin Schornberg e nel C1, sempre a squadre, ancora con Schornberg e Ricarda Funk.
Nel 2021, dopo un altro bronzo europeo nel C1 ad Ivrea, vince il suo primo oro mondiale a Bratislava con il successo nel C1, nella stessa manifestazione conquista anche l'argento nel K1 e nel K1 extreme.
Ai mondiali di Augusta 2022 si aggiudica l'oro nel K1 a squadre con Funk e Schornberg, oltre all'argento nel C1 a squadre Herzog e Nele Bayn ed il bronzo nel K1.
Nel 2023 partecipa ai III Giochi europei di Cracovia raggiungendo l'oro nel C1 ed il bronzo sia nel C1 che nel K1 a squadre.
Grazie al successo ai Giochi europei riesce a qualificarsi per la gara di C1 dei Giochi olimpici estivi di Parigi 2024 dove supera preliminari e semifinali rispettivamente in quinta e settima posizione e nella finale si classifica seconda superata solo dalla campionessa olimpica uscente Jessica Fox.

## Palmarès
- Giochi olimpici

Parigi 2024: argento nel C1.
- Campionati mondiali

Bratislava 2021: oro nel C1, argento nel K1 e nel K1 extreme.
Augusta 2022: oro nel K1 a squadre, argento nel C1 a squadre e bronzo nel K1.
- Giochi europei

Cracovia 2023: oro nel C1, bronzo nel C1 a squadre e nel K1 a squadre.
- Campionati europei di canoa slalom

Praga 2018: bronzo nel C1.
Pau 2019: argento nel K1 a squadre e nel C1 a squadre.
Ivrea 2021: bronzo nel C1.